# Belosynapsis
Belosynapsis é um género botânico pertencente à família Commelinaceae.